# Список томів манґи «One-Punch Man»
Оригінальна вебманґа авторства One почала виходити в 2009 і на січень 2016 налічує 105 розділів. Коли твір став популярним, на 2012 було близько 8 мільйонів переглядів, Мурата Юсуке запропонував перемалювати оригінал. Перший випуск оновленої манґи відбувся 14 червня 2012 у інтернет журналі Young Jump Web Comics, видавництва Shueisha. Манґа отримала популярність в Японії та за її межами, зокрема в Америці, де публікується видавництвом Viz Media. Крім того, в Польщі видається Japonica Polonica Fantastica, Тайвані —  Tong Li Publishing Co., Ltd., Франції — Kurokawa, Іспанії — Editorial Ivréa

## Список томів
| - 001 Один Удар (яп. 一撃, Ichigeki) - 002 Краб та полювання на роботу (яп. 蟹と就活, Kani to Shūkatsu) - 003 Ходяча Катастрофа (яп. 災害存在, Saigai Sonzai) - 004 Підземці пітьми (яп. 闇の地底人, Yami no Chisokojin) - 005 Вибух Зуду (яп. かゆさ爆発, Kayusa Bakuhatsu) - 006 Сайтама (яп. サイタマ, Saitama) - 007 Таємничий напад (яп. 謎の襲撃, Nazo no Shūgeki) - 008 Цей хлопець? (яп. それコイツ, Sore Koitsu) - Extra: 200 Єн (яп. ２００円, 200 En) | На обкладинці - Сайтама |

| - 009 Будинок Еволюції (яп. 進化の家, Shinka no Ie) - 010 Сучасне мистецтво (яп. 近代アート, Kindai Āto) - 011 Секрет сили (яп. 強さの秘訣, Tsuyosa no Hiketsu) - 012 Гості з раю (яп. 新都団, Shinto-dan) - 013 Швидкість (яп. スピード, Supīdo) - 014 Я тебе не знаю (яп. お前など知らん, Omae Nado Shiran) - 015 Розваги та робота (яп. 趣味と仕事, Shumi to Shigoto) - Extra: Зачісування (яп. じぶんみがき, Jibun Migaki) | На обкладинці - Генос |

| - 016 Я пас (яп. 合格しました, Gōkaku Shimashita) - 017 Спаринг (яп. 手合せ, Teawase) - 018 Стукати по тротуару (яп. 宮業活動, Miyagyō Katsudō) - 019 Для цього нема часу (яп. それどころじゃない, Sore Dokoro Janai) - 020 Чутка (яп. 噂, Uwasa) - Extra: Літо (яп. 夏, Natsu) - Special: Новий вітер дме (яп. 吹き込む新風, Fukikomu Shinpū) | На обкладинці - Сонік |

| - 021 Велетенський метеор (яп. 巨大隕石, Kyodai Inseki) - 022 Голос (яп. 声, Koe) - 023 Загроза з моря (яп. 海からの脅威, Umi Kara no Kyōi) - 024 Король глибокого моря (яп. 深海王, Shinkaiō) - Extra: Тюрма (яп. ぷりズン, Purizon) | На обкладинці - Бенг |

| - 025 Король глибокого моря 2 (яп. 深海王・２, Shinkaiō 2) - 026 Хитка Надія (яп. 不安定な希望, Fuanteina Kibō) - 027 Сяйво у лахміттях (яп. ズタボロに輝く, Zutaboro ni Kagayaku) - 028 Йде дощ, так що... (яп. 雨降ってるから, Ame Futsu Terukara) - 029 Клас B (яп. B級, Bī-Kyū) - Extra: Що не можна купити (яп. 賈えないモノ, Kaenai Mono) | На обкладинці - Безліцензійний їздок |

| - 030 Клас S (яп. S級, Esu-Kyū) - 031 Велике пророцтво (яп. 大予言, Daiyogen) - 032 З космосу (яп. 宇宙(そら)からの..., Sora kara no...) - 033 Люди, що не слухають (яп. 話を聞かない男たち, Hanashi o Kikanai Otokotachi) - 034 Ти що, тупий? (яп. 馬鹿かお前, Bakaka Omae) - Extra: Лосось (яп. 鮭, Shake) | На обкладинці - Гомо-Гомо-Зек |

| - 035 Битва (яп. 戦い, Tatakai) - 036 Справжня сила Боросу (яп. ボロスの本領, Borosu no Honryō) - 037 Аварія (яп. 堕落, Daraku) - Extra 1: Велике будівництво (яп. 大工事, Daikouji) - Extra 2: Спогади найкращого учня (яп. 一番弟子の回想, Ichibandeshi no Kaisou) - Extra 3: Чаша свинячих котлет (яп. カツ丼, Katsudon) | На обкладинці - Борос |

| - 038 Король (яп. キング, Kingu) - 039 Цей чоловік (яп. あの人, Ano Hito) - 040 Поза законом (яп. アウトロー, Autorō) - Extra 1: Загублений кіт (яп. 迷い猫, Mayoi Neko) - Extra 2: Креветка (яп. 海老, Ebi) | На обкладинці - Король |

| - 041 Людина, яка хоче бути монстром (яп. 怪人になりたい男, Kaijin ni Naritai Otoko) - 042 Група Фубукі (яп. フブキ組, Fubuki-Gumi) - 043 Не дивися на нього! (яп. なめんな！, Namen Na!) - 044 Прискорюйся (яп. 加速, Kasoku) - 045 Ім'я героя (яп. ヒーローネーム, Hīrō Nēmu) - 046 Полювання на героя (яп. ヒーロー狩り, Hiro Kari) - 047 Техніка (яп. 技, Waza) - Extra : Боротьба блискавичної групи (яп. フブキ組の奮闘, Fubuki-Gumi no Funtō) | На обкладинці - Тацумакі |

| - 048 Банан (яп. バナナ, Banana) - 049 У мене з'явився вільний час, так що... (яп. どうせ服だから, Dōse Fukudakara) - 050 Задиристий! (яп. 調子に乗る！, Chōshininoru!) - 051 Прикриття (яп. 被り物, Kaburimono) - 052 Не повертай це на місце! (яп. 戻すな！, Modosu Na!) - 053 Кімната очікування (яп. 控え室, Hikaeshitsu) - 054 Сороконіжка (яп. 百足, Mukade) - 055 Накачаний (яп. 気合い, Kiai) - Extra 1 : Вихідний Тацумані (яп. タツマキの休日, Tatsumaki no Kyūjitsu) - Extra 2 : Відчуття (яп. センス, Sensu) - Extra 3 : Номери (яп. 数字, Sūji) | На обкладинці - Фубукі |

## Розділи, що ще не увійшли в том
- 056 Втручання (яп. 横槍, Yokoyari)
- 057 Втручання продовжується (яп. 続・横槍, Zoku Yokoyari)
- 058 Повзуча тьма (яп. 押し寄せる闇, Oshiyoseru Yami)
- 059 Тільки ти (яп. お前だけ, Omaedake)